# حرس نينوى
حشد نينوى أو حرس نينوى أحد الفصائل السنية التابعة لهيئة الحشد الشعبي. أسسها أثيل النجيفي سنة 2014 بدعم من القوات التركية وبتدريب تركي وأمريكي. أنشئت مقراتها في ناحيتي بعشيقة وزيلكان. ينحدر عناصر القوات من محافظة نينوى وينتمون إلى مذاهب وقوميات مختلفة، ومعظمهم من المسرحين من الجيش و الشرطة و من ضباط الجيش السابق في زمن الرئيس صدام حسين. شاركت قوات حرس نينوى في تحرير مناطق في محافظة نينوى والشرقاط من تنظيم الدولة الإسلامية (داعش).